# ويلفريدو غوميز
ويلفريدو غوميز (بالإنجليزية: Wilfredo Gómez)‏ مواليد 29 أكتوبر 1956 في سان خوان، هو ملاكم يصنف ضمن فئة وزن الديك. حقق بطولة المجلس العالمي للملاكمة. شارك في دورة الألعاب الأولمبية الصيفية.

## إحصائيات
خاض خلال مسيرته 48 نزالا، فاز في 44 وتعادل في 1 وخسر في 3. فاز بالضربة القاضية في 42 نزالا.

## روابط خارجية
- ويلفريدو غوميز على موقع بوكس ريك (الإنجليزية) (registration required)
- ويلفريدو غوميز على موقع أوليمبيديا (الإنجليزية)